# Abbott (Texas)
Abbott é uma cidade localizada no estado norte-americano de Texas, no Condado de Hill. A cidade é terra natal do Willie Nelson, cantor e compositor de música country, considerado um dos ícones norte-americanos da música country.

## Demografia
Segundo o censo norte-americano de 2000, a sua população era de 300 habitantes. Em 2010, foi estimada uma população de 356,

## Geografia
De acordo com o United States Census Bureau tem uma área de 
1,5 km², dos quais 1,5 km² cobertos por terra e 0,0 km² cobertos por água. Abbott localiza-se a aproximadamente 201 m acima do nível do mar.

## Localidades na vizinhança
O diagrama seguinte representa as localidades num raio de 16 km ao redor de Abbott. 